# Elephantomyia orthorhabda
Elephantomyia orthorhabda är en tvåvingeart som beskrevs av Alexander 1971. Elephantomyia orthorhabda ingår i släktet Elephantomyia och familjen småharkrankar.
Artens utbredningsområde är Panama. Inga underarter finns listade i Catalogue of Life.